# Keith Bowler
Keith Bowler (* vor 1970; † 7. März 2015 in Sydney) war ein australischer Tischtennisfunktionär. Er war Mitbegründer des Ozeanischen Tischtennisverbandes. 1989 wurde er mit dem ITTF Merit Award ausgezeichnet.

## Werdegang
Als in den 1970er Jahren der Ozeanische Tischtennisverband gegründet wurde, gehörte Keith Bowler zusammen mit Ken Wilkinson zu den Initiatoren. Von 1978 bis 1990 fungierte er als Geschäftsführer. Er vertrat in den 1970er Jahren den Ozeanischen Tischtennisverband beim Weltverband ITTF, wo er zeitweise den Posten des Vize-Präsidenten innehatte.
Seit 1995 war Keith Bowler Ehrenmitglied des ITTF. Für seine Verdienste verlieh ihm der Weltverband 1989 den ITTF Merit Award.